# Clans du peuple kongo
Le clan est chez les Bakongo, une réunion de familles ayant le même ancêtre lointain. Comme dans la plupart des sociétés d'Afrique subsaharienne, le clan joue un rôle très important dans une société ethnique. C'est par le clan que l'individu peut s'identifier au reste du groupe et trouver sa place au sein de toute la communauté.

## Clans de base
Avant le XIIIe siècle existaient trois clans de base chez les Bakongo : le clan Nsaku, le clan Nzinga et le clan Mpanzu. Les clans de base n'étaient pas de simples regroupements d'individus car chaque clan avait aussi un rôle à jouer dans l'organisation de la société. Selon la tradition historique kongo, ces clans étaient issus des trois fils du premier monarque kongo, Nimi Lukeni.
Selon certaines traditions, Nsaku aurait été sa fille et non l'un de ses fils, ce qui expliquerait la place de choix qu'avait ce clan dans les affaires politiques et sociales des Bakongo, surtout lorsque l'on considère que la matrilinéarité est l'un des caractères sociaux principaux de la société kongo.

### Le clan Nsaku
Le clan Nsaku se chargeait du domaine spirituel et de la justice et fournissait toujours le Mani Nsaku Ne Vunda, la deuxième personnalité de l'empire, juste après le Mani Kongo. L'ascendance de ce clan sur les autres était telle que, dans les terres qui leur appartenaient, ils nommaient eux-mêmes leurs dirigeants, contrairement aux autres régions où c'était au Mani Kongo de nommer le chef. Les Nsaku présidaient à toutes les activités religieuses. En politique, ils se plaçaient au premier rang aux côtés du Mani Kongo. Ils dirigeaient par ailleurs les obsèques du défunt souverain et présidaient l'élection de son successeur. Selon certaines traditions, l'épouse du Mani Kongo était souvent membre du clan Nsaku ; cela avait sans doute pour effet de lier les Nsaku à la maison impériale et de renforcer leur influence. Un Nsaku (un homme né d'une mère Nsaku) ne pouvait prétendre à la royauté, étant chargé du domaine religieux. La mémoire kongo se souvient de ce clan comme étant le guide des Bakongo.

### Le clan Mpanzu
Il était celui des artisans et des techniciens qui maîtrisaient notamment l'art de la métallurgie. Ils avaient aussi la responsabilité de conduire les hommes pendant la guerre. C'est sans doute à cause de ce fait et aussi parce qu'ils avaient la maîtrise de la métallurgie que les membres de ce clan ont souvent, au cours de l'histoire médiévale des Bakongo (Ngola), revendiqué non sans succès la royauté. En effet, l'art de la forge était considéré comme un attribut royal et sacré et cet art était au centre de l'activité économique, politique et sociale. C'est grâce à lui que les paysans avaient des outils pour travailler et que les guerriers avaient des armes pour se battre. Il était aussi un outil de prépondérance politique et sociale, le fer étant la principale matière nécessaire à la confection des armes et le cuivre étant un métal précieux. La mémoire kongo se souvient d'eux comme les dépositaires de la connaissance.

### Le clan Nzinga
Quant au clan Nzinga, il était le clan qui fournissait généralement les souverains. Les membres de ce clan occupaient la plupart des postes administratifs et gouvernementaux du pays. Chez les Bakongo, aucun poste n'était héréditaire. Le futur Mani Kongo accédait donc au trône par élection — même si le Mani Kongo régnant pouvait proposer son candidat, lequel était souvent un fils ou un neveu —, les candidats étant toutefois membres d'une famille dynastique. Les titulaires des autres postes étaient nommés par le Mani Kongo, sauf pour les postes dévolus aux Nsaku dont les membres nommaient eux-mêmes leurs candidats. Du clan Nzinga, la mémoire kongo se souvient comme celui qui a le don du gouvernement.

## Clans «filles»
Par clans « filles », il faut entendre les clans issus des trois clans de base. En effet, à partir du XVIIe siècle, époque marquée par le début de la colonisation portugaise en Angola, le peuple des Bakongo est en crise : plusieurs individus se déplacent vers le nord en direction de l'actuelle République du Congo. Cet éloignement progressif du noyau de la civilisation kongo (actuelles provinces du Zaire et Uíge en Angola et centre-sud de l'actuelle province du Kongo central en République démocratique du Congo) crée un affaiblissement des valeurs fondatrices. De plus, ce peuple doit, au fur et à mesure des déplacements, conclure des alliances matrimoniales ou politiques avec les peuples des localités où il s'est installé ou qu'il a traversé. Ainsi, les familles, grandissant et se mélangeant, devenaient progressivement à leur tour des clans. Ces nouveaux clans virent en leur sein la naissance de plusieurs familles qui malgré les nombreux changements, n'oublièrent jamais leurs liens avec leurs clans d'origine, c'est-à-dire leurs clans de base.

## Liste des clans
Voici une liste proposée par Ne Muanda Nsemi ,:
| Descendants de Nsaku | Descendants de Mpanzu | Descendants de Nzinga |
| --- | --- | --- |
| Nsaku, lemba, muanda, ki-lunda, kinzambi, ndembo, ndingi, madingu, ba dia ndingi, mvimba, ki-mbuta, kihunda, kivunda, kimbunda, mavunda, mpunda, ki-mbata, ki-kota, kahita, mukukulu, nkukulu, nkokolo, ki-nkala, mukala, milimina, kabemba, mbemba, ki-mpemba, ki-mvemba, lawu, mankunku, nkunku, nsongo (tsongo, mitsongo), kimanga, ki-mbika, ki-mvika, kiyuvu, mabika, ki-nsengele, kiuvu, kinsumbu, kalemba, matsakula, kibuila, ki-mbuila, ki-mpila, kingidi, kingila, kividi, kiyidi, mayidi, mayoni, neyidi, ngidi, ngiri, nzidi, nsivuila, ki-kuimba, ki-nlaza, fumvu, kikuiti, lukuti, sangila, lunsangi, matsanga, musenga, nsenga, nsanga, nsangi, ki-ngimbi, yimbu, ki-ndinga, mavandu, mpanda, muema, ngandu, masaka, masaki, nkamba, kikamba, ki-lemfu, ki-ngemba, kiyemvo, ki-yongo, ki-zongo, ki-vuzi, ki-nsembo, masembo, musemo, kimfuti, mfuti’a mvemba, makaba, nsimba, nsimbi, nsimbu, nsungu, Kinduelo, ki-nsongi, ki-ntumba, mowa, ki-kiowa, ntamba, kimayalasa, ki-miala, nkuwu, kimbakala, kiyaka, etc. | Mpanzu, tadi, ki-lamba, kalamba, lufu, luvu, dondo, ndundu, munuani, kesa, muteke, kuanza, nkuanza, ki-muanza, nganzi, ki-bangu, kabangu, ki-kuangu, ki-luangu (tsiluangu), ki-mpangu, mvangi, muangu, ki-hungu, vungu, ki-mbungu, ngungu, mangungu, mahungu, mavungu, ki-futila, ki-ndamba, nlamba, mbau (tiya), ki-mbauka, ki-nsundi, kinsula, kinsulu, fumina, kifuma, vonga, luvongo, ki-mbongo, kinuani, matana, nkua nioka, vakula, ki-mpaku, voma, kihombi, kilombi, ki-ngoma, ki-ngombe, ki-lombo, kumba, ki-nkumba, nkumbu, ki-mfulama, vemba, mbe, ki-mbembe, ki-mbimbi, wumba, wumbu, ki-bumbu, lubangu, kimbundi, kibuma, mbuma, mbumbu, ngumbi, ngumbu, mukuzu, kinkuzu, nkozo, vola, mpondi, kimpudi, mpolo, polo, ki-lumbu, malumbu, mpombo, mpumba, ki-mumba, ndombe, lulombe, mbumba (mvangi), ndumbu, nsumbu, mvudi, ngolo, ngola, ndamb’a ngolo (angola), paka, mpakasa, kimbaku, ki-mpaka, mabaka, vona, mponi, mboma, boma, vukama, mavuku, mpuku, vonda, kimpondo, ngonda, ngondi, longo, ki-ndongo, samba, busamba, ki-nsamba, nseke nzila, lumba, malumba, mulumba, ki-nkenzi, mukenzi, masunda, kinkosi, ki-nsuka, nsuka za kongo, mutsakila, nsakila, ntu a nkosi, ki-wembo, mfutila na wembo, etc. | Nzinga, ki-mbamba, kambamba, kihangala, kiluamba, ki-mbala, kiama, ki-mbambi, kinzamba, mayamba, mazamba, miyamba, mpal’a nzinga, muabi, muyabi, nzamba, yambi, zambi, ki-yanzi, kiniangi, kiyangu, kianza, kikiangala, mandiangu, nianga (manianga), mani, mayanzi, mbangala, mpalanga, muakase, nsanzala, ki-mbanda, kibanda, mumbanda, ki-yandu, mbandu, lunga, mabulungu, bulungu, madungu, malunga, ndunga, nkunga, kiyinda, mbinda, makondo, nkondo, mukondo, mukoko, mikondo, mbenza, muzinga, njinga, mujinga, ngongo, nsinzi, nsindi, ki-ngunu, ki-ngundu, mahinga, muhoyi, mungoyo, ki-ngoyo, woyo, lukeni, ki-nkenge (kenge), mafuta, etc. |

## Place du clan dans la société Kongo
La structure familiale des Bakongo est matrilinéraire : le rôle de l'oncle maternel y concurrence donc celui du père. Par ailleurs, la famille désigne l'ensemble des individus ayant un lien de parenté vertical ou horizontal, quel que soit le degré de parenté. Il ne faut pas confondre le concept de famille à celui de famille nucléaire qui a sa place dans la sociologie kongo. Cette dernière constitue un groupe d'individus réunissant la mère à ses enfants. Le père n'est ici pas totalement compris dans la famille nucléaire. Quant au clan, il réunit des individus de plusieurs familles et de plusieurs régions différentes (faisant toutefois partie de la société kongo). Deux individus, l'un Munianga, l'autre Mundibu peuvent ainsi faire partie d'un même clan et se considérer comme « frères ». De plus deux personnes, l’une femme Musundi (ex: Mfumu (ou Musi) Ngoma) et l’autre homme Muhangala (ex: Mfumu (ou Musi) Ngoma) ayant le même luvila ne peuvent pas se marier car ils sont considérés comme étant frère et sœur.
Voici les strates formant la société kongo :
- Le peuple Kongo réunit autour de trois piliers ou makuku matatu (Mpanzu, Nsaku et Nzinga), de ces trois piliers dérivent 12 clans
- Un pilier est composé de plusieurs clans.
- Un clan est composé de plusieurs familles.
- Une famille est composée de plusieurs familles nucléaires.

Chaque clan possède son totem et son slogan.
Voici la liste des 12 clans et leurs équivalences (liste non exhaustive) , :
| 1.  | Ki-nsundi             | ou Ki-mbuéya (ou Ki-mbwéya)                                              |
| 2.  | Ki-ndamba             | ou Ki-fuma, Kimbanga, Kombole                                            |
| 3.  | Ki-nkumba             | ou Ki-sûnga, Ki-singa, Ki-mbèmbé (ou bembe, beembe)                      |
| 4.  | Kingoyi (ou Ki-ngoi)  | ou Kimbâda, Makôdo                                                       |
| 5.  | Muvinga               | ou Ki-nsaku, Nsaku-Lau, Ki-nkala, Ki-vimba (ou mvimba)                   |
| 6.  | Ki-mazinga            | ou Ki-ngila                                                              |
| 7.  | Ki-mbènza             | ou Manéné, Mbènza-Kongo, Ki-mbuzi                                        |
| 8.  | Ki-kuimba (ou kwimba) | ou Fumfu (ou Fumvu), Nlaza, Ki-lòza                                      |
| 9.  | Buèndé (ou Bwèndé)    | ou Mpanzu                                                                |
| 10. | Ki-ndunga             | ou Ki-sèmbo                                                              |
| 11. | Mpanga                | ou Ki-ngoma, Kaûnga (ou Kagunga, Kahunga, Kawunga), Ki-nkanga, Ki-mpangu |
| 12. | Ki-sèngélé            | ou Ki-vuzi                                                               |

Présentation du luvila (pluriel: mvila) chez les Bakongo, le (ou la) Mukongo est ,,,, : 
- une fois MFUMU (traduction :  l'homme ou la femme du clan de, CLAN MATERNEL : plus précisément le clan maternel de la grand-mère maternelle (mère de la maman) transmis à la maman) ou MUSI (même traduction que pour mfumu). Le MFUMU ou MUSI est détenteur (ou détentrice) des biens  du CLAN MATERNEL.
- une fois MUANA ou MWANA (traduction : enfant du clan de, CLAN PATERNEL : plus précisément le clan maternel de la grand-mère paternelle (mère du papa) transmis au papa). Le MUANA ou MWANA n’est pas détenteur (ou détentrice) des biens du CLAN PATERNEL mais il (ou elle) peut profiter de l’usufruit.
- deux fois NTEKOLO, MUTEKOLO ou NTEKELO (traduction : petit-fils (ou petite-fille) des clans de, CLANS PATERNELS DE LA MAMAN ET DU PAPA : plus précisément les clans des grands-pères paternels (père de la maman et père du papa) transmis à la maman et au papa).

Exemples :
1. Maman : Mfumu (ou Musi) Ndamba, mwana Kwimba, ntekolo Nsundi, ntekolo Ngandu.
Papa : Mfumu (ou Musi) Vimba, muana Vuzi, ntekolo Ngoma, ntekolo Mazinga.
Enfant : Mfumu (ou Musi) Ndamba, muana (ou mwana) Vimba, ntekolo Kwimba, ntekolo Kivuzi. (traduction : Je suis du clan de Ndamba, enfant du clan de Vimba et petit-fils des clans de Kwimba et Vuzi.)
2. Enfant né d’une mère Kongo (Mfumu (ou Musi) Kahunga par exemple) et d’un père non Kongo (père Zulu par exemple), cet enfant sera Mfumu (ou Musi) : Mfumu (ou Musi) Kahunga, muana Zulu, ntekolo (ceux transmis par la mère Kongo).
3. Enfant né d’une mère non Kongo (d’une mère Akan par exemple) et d’un père Kongo (Mfumu (ou Musi) Ntumba Mvemba par exemple), cet enfant sera Mwana : Mfumu (ou Musi) Akan, mwana Ntumba Mvemba, ntekolo (ceux transmis par le père Kongo).

## Avenir des clans
Au XXIe siècle, peu nombreux parmi les Bakongo sont ceux qui se souviennent encore de leur clan qui ne joue plus aucun rôle dans une société où l'individu s'identifie plus à son appartenance à une ethnie et à une famille qu'à son lien avec son clan. L'avenir des clans est donc incertain : ils pourraient disparaître si l'on ne ravive pas leur souvenir.